# Stimpsonia aurantiaca
Stimpsonia aurantiaca är en djurart som tillhör fylumet slemmaskar, och som beskrevs av Girard 1853. Stimpsonia aurantiaca ingår i släktet Stimpsonia, fylumet slemmaskar och riket djur. Inga underarter finns listade i Catalogue of Life.